# Intag

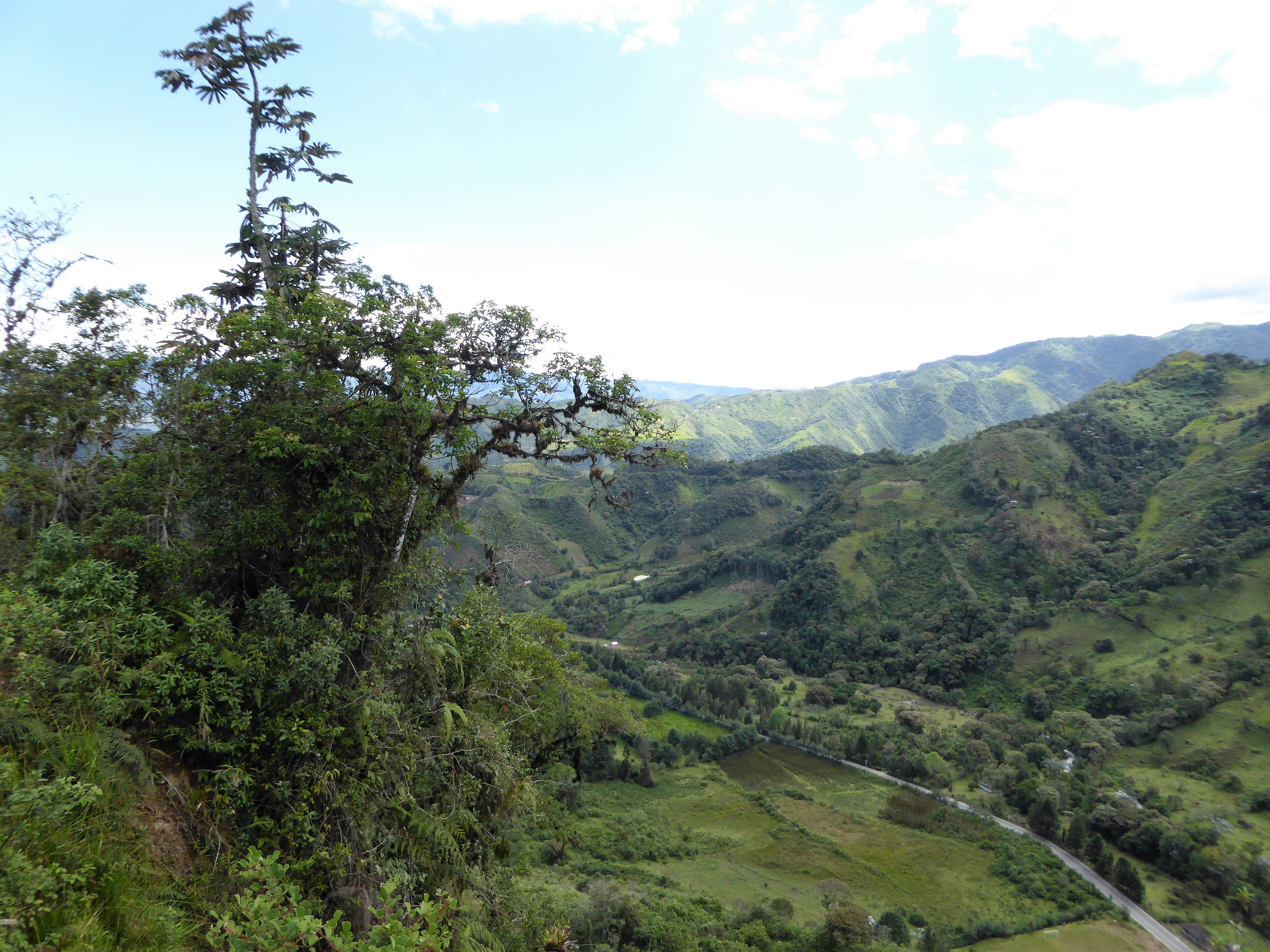
Rio Intag Ecuador.

El valle de Intag es una región montañosa andina en el norte de Ecuador. Se emplaza en la provincia de Imbabura, a unos sesenta kilómetros del cantón Cotacachi. El valle lo conforman las cuencas de los ríos Intag y Guayllabamba.

## Topografía
El valle presenta una formación irregular, con una altitud que varía entre los 700 y los 4 000 m s. n. m. Abarca una superficie de 1 367 km².

## Clima
La temperatura media oscila entre los veintitrés y los treinta grados. Presenta una amplia variedad de microclimas, desde los más fríos en las zonas altas hasta los climas tropicales de las zonas bajas.

## Demografía
El valle de Intag es un lugar turístico en el que viven más de 15 000 habitantes, en comunidades dispersas entre tierras agrícolas y bosques nublados de la zona rodeados de la ganadería, agricultura y una gran diversidad de flora y fauna.

## Fauna y flora
Intag es una de las zonas que forma parte de las zonas biológicas más importantes del mundo, por su gran variedad de fauna como ejemplo los osos de anteojos, el jaguar, el armadillo entre otro tipo de especies y como no nombrar su flora teniendo en cuenta sus hermosas orquídeas. Esta se rodea de una gran variedad de ríos y riachuelos y lo magnífico de esto es que no existe contaminación, es por eso por lo que al ser una zona con diversas comunidades estas promueven al turismo y al cuidado del medio ambiente.
Intag también forma parte de la Reserva ecológica Cotacachi-Cayapas. Intag produce café y se producen bolsos, carteras o mochilas artesanales de la fibra de la planta de cabuya, que se venden en Ecuador o son exportados al exterior.